# Molino del Piano
Molino del Piano is een plaats (frazione) in de Italiaanse gemeente Pontassieve.